# Baeotis felix
Baeotis felix is een vlindersoort uit de familie van de prachtvlinders (Riodinidae), onderfamilie Riodininae.
Baeotis felix werd in 1874 beschreven door Hewitson.